# St. Nikolaus (Dingelsdorf)

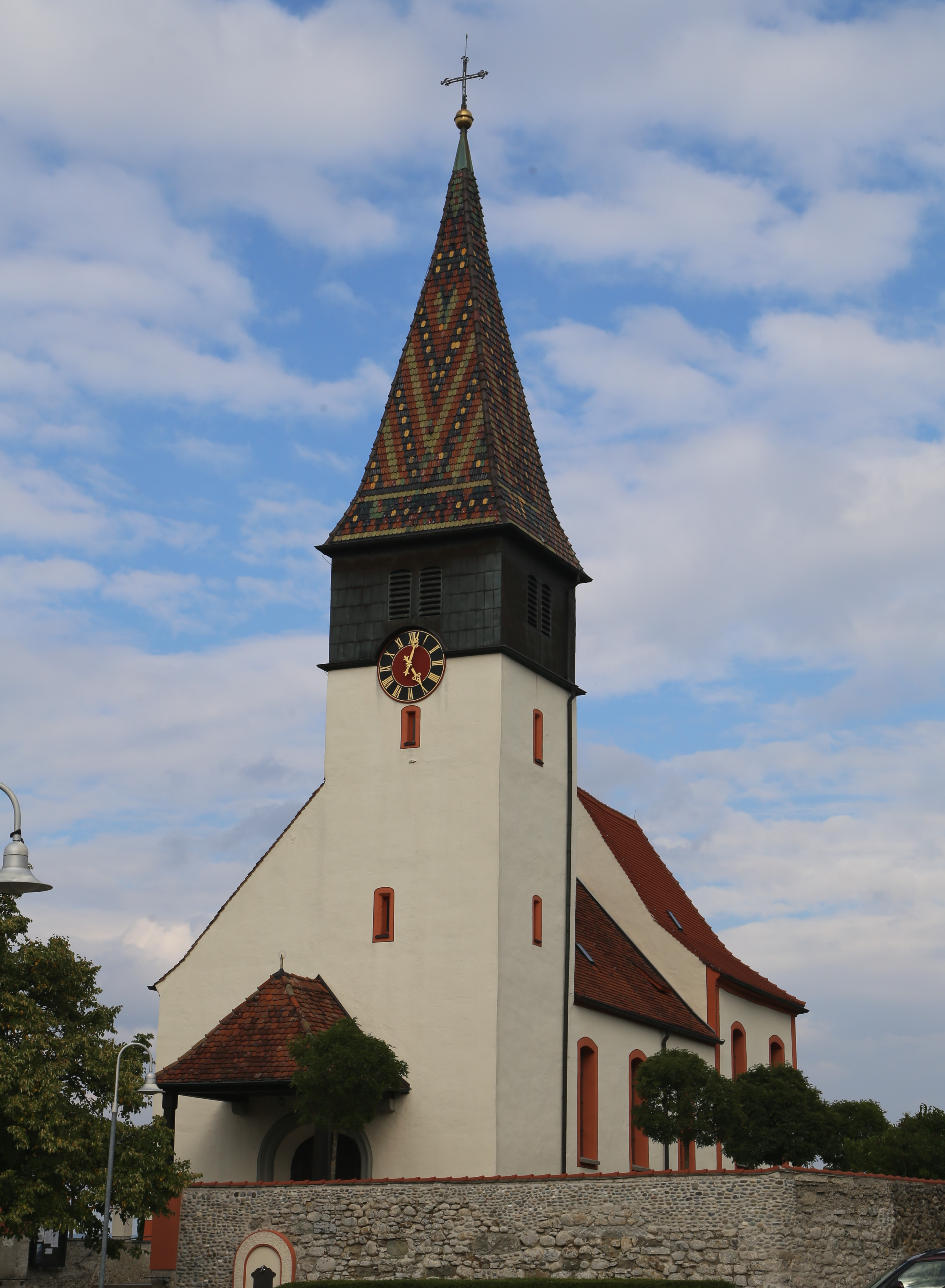
St. Nikolaus in Dingelsdorf

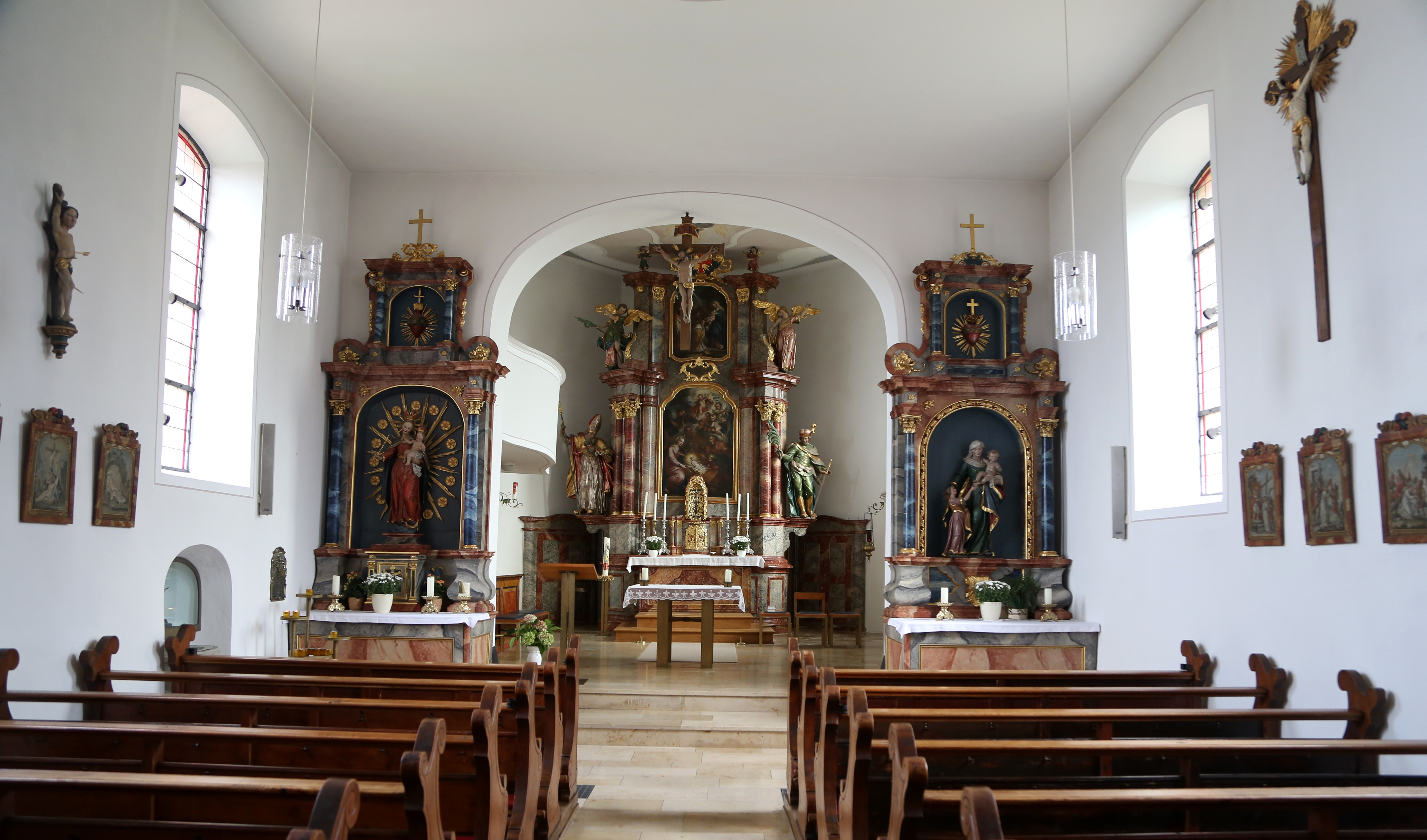
Innenansicht

Die römisch-katholische Pfarrkirche St. Nikolaus steht in Dingelsdorf, einem Stadtteil von Konstanz im Landkreis Konstanz in Baden-Württemberg. Die Kirchengemeinde gehört zum Dekanat Konstanz im Erzbistum Freiburg. Die Kirche St. Nikolaus ist beim Landesamt für Denkmalpflege Baden-Württemberg als Baudenkmal eingetragen.

## Beschreibung
Die Saalkirche wurde am Ende des 15. Jahrhunderts erbaut. Sie besteht aus einem Langhaus, einem eingezogenen, dreiseitig geschlossenen Chor im Osten und einem Chorflankenturm an der Nordwand des Chors. Im Glockenstuhl hängen drei historische Kirchenglocken aus Bronze:.
- Glocke 1 aus dem Jahr 1606 wurde von Jonas und Hyronimus Gesus gegossen und hat bei einem Durchmesser von 1100 mm ein Gewicht von ca. 900 kg; der Schlagton ist as'+7.
- Glocke 2 aus dem Jahr 1697 wurde von Peter Ernst, Lindau gegossen und hat bei einem Durchmesser von 840 mm ein Gewicht von ca. 400 kg; der Schlagton ist b'-1.
- Glocke 3 aus dem Jahr 1801 wurde von der Gießerei Rosenlecher, Konstanz gegossen und hat bei einem Durchmesser von 600 mm ein Gewicht von ca. 150 kg; der Schlagton ist f"-8.

Zur Kirchenausstattung gehört ein Hochaltar, dessen Altarretabel mit der Darstellung der Anbetung der Könige von den Statuen des heiligen Nikolaus und des heiligen Pelagius flankiert wird. 
Die Orgel wurde 1876 als Opus 1 von der Mönch Orgelbau errichtet.